# 宗座额我略大学
宗座額我略大學（拉丁語：Pontificia Universitas Gregoriana，縮寫：PUG），著名的天主教大學，位於意大利羅馬。

## 歷史

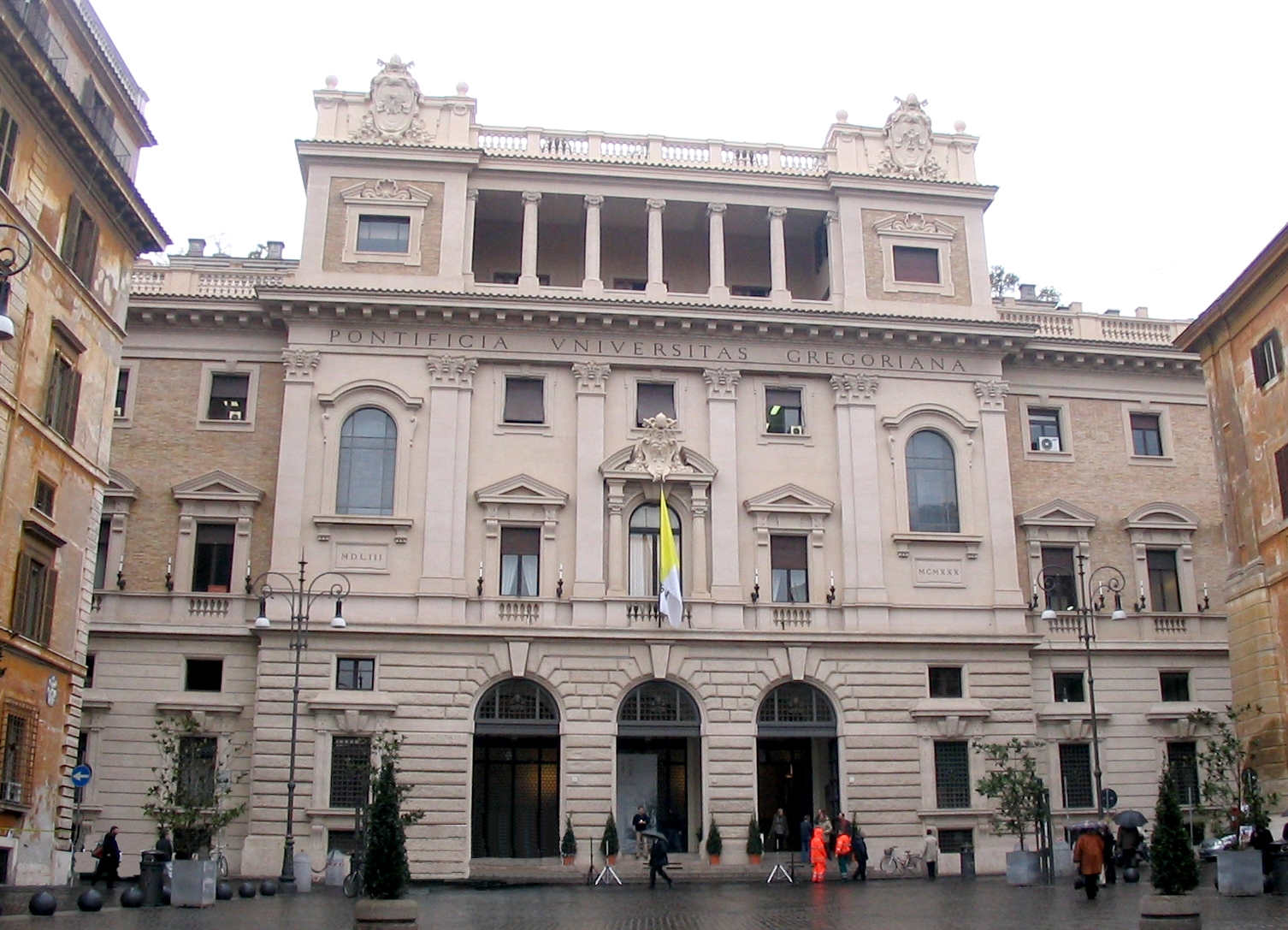
宗座额我略大学

大學是由依納爵·羅耀拉在1551年所創辦的，原名羅馬學院（英語：Collegio Romano），至今已有將近四百六十年的歷史。嗣由教宗額我略十三世（英語：Gregorian XIII）大力擴建，於1873年改制為宗座額我略大學。

## 現況

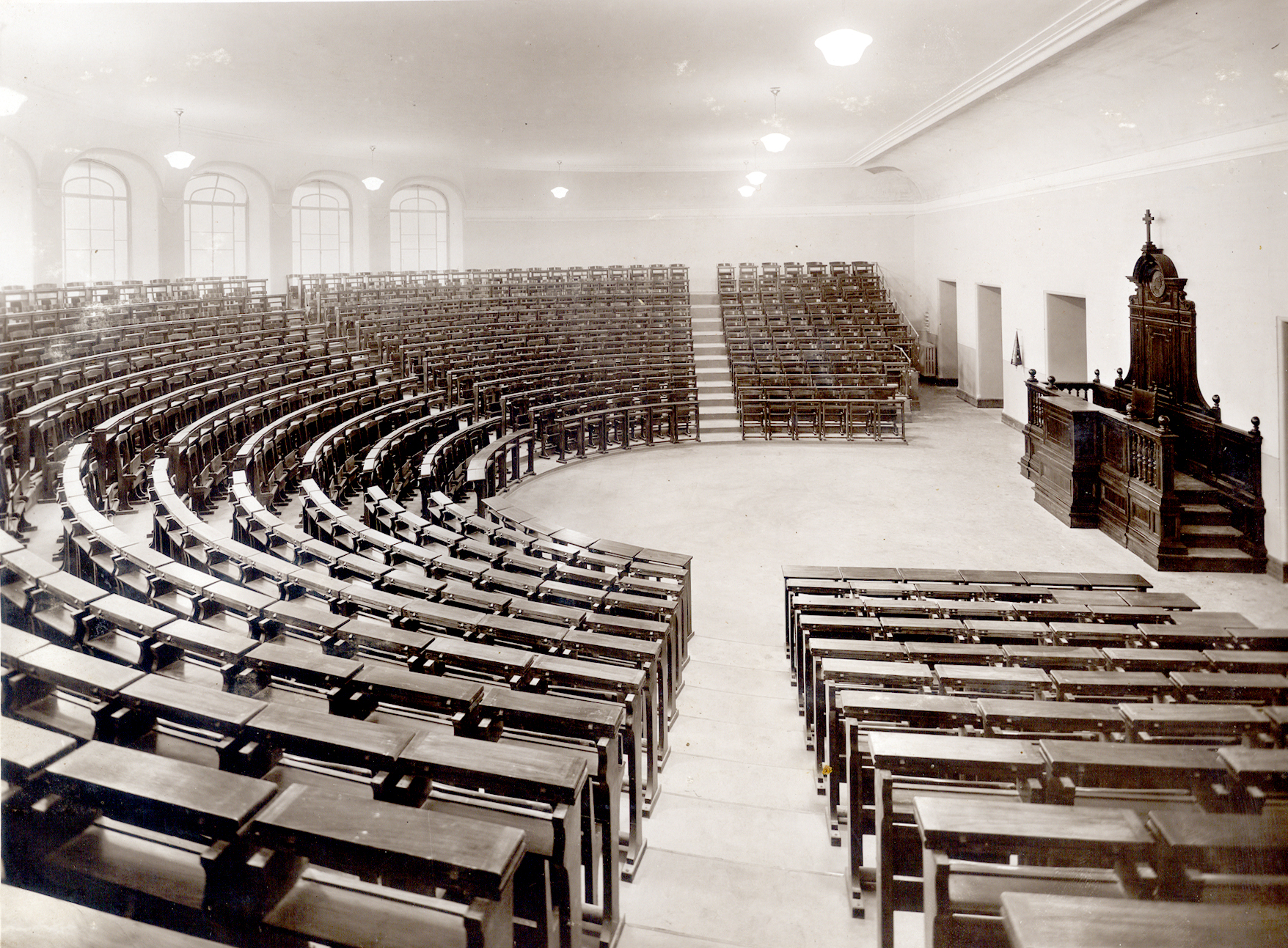
大學的演講廳，攝於1930年

宗座額我略大學原本的任務是培育耶穌會的會士。目前該校約有學生3千名，就讀之神職人員約佔半數，其餘為平信徒及有意專研神哲學之非天主教徒，學生來自一百三十個國家，係培育天主教會神職人員及研究教會神哲學學者之重要學府。
全世界有三分之一的樞機、四分之一的主教都曾在那裡就讀，而且校友中，出了十六位教宗、二十一位聖人、四十六位真福。

## 校友
- 利瑪竇
- 金魯賢
- 單國璽
- 丁福寧
- 大衛·特蕾西
- 路德维希·希克

## 外部連結
- 官方网站